# Herman Brusselmans
Herman Frans Martha Brusselmans (Hamme, 9 oktober 1957) is een Belgisch schrijver en columnist. Als veelschrijver brengt hij meestal twee boeken per jaar uit. In 2022 omvatte zijn oeuvre 85 boeken.

## Biografie
Brusselmans werd geboren in Hamme, Oost-Vlaanderen. Midden jaren zeventig was hij een verdienstelijk voetballer. Hij speelde linksbuiten bij SK Berlare, Vigor Hamme en de UEFA-junioren (min 18-jarigen) van Sporting Lokeren. Bij deze laatste speelde hij onder trainer Leon Nollet samen met latere profvoetballers Raymond Mommens, Alex Querter en Marc Verbruggen. In 1975 ging Brusselmans Germanistiek studeren aan de Universiteit van Gent. In 1978 koos hij voluit voor literatuur. Hij is sinds 2004 coach bij De Woody's, een minivoetbalclub die hij noemde naar zijn overleden hond Woody. In 1980 studeerde hij af met een thesis over het werk van Jan Emiel Daele. Hij ging aan de slag in een Brusselse bibliotheek van de Rijksdienst voor Arbeidsvoorziening.

Datzelfde jaar trouwde Brusselmans voor de eerste keer en vestigde zich in Iddergem. In 1986 verhuisde hij naar Gent. Zijn huwelijk strandde in 1991. In 2005 trouwde hij met de vrouw met wie hij sinds begin jaren 90 een relatie had. Deze relatie werd verbroken in 2010. 

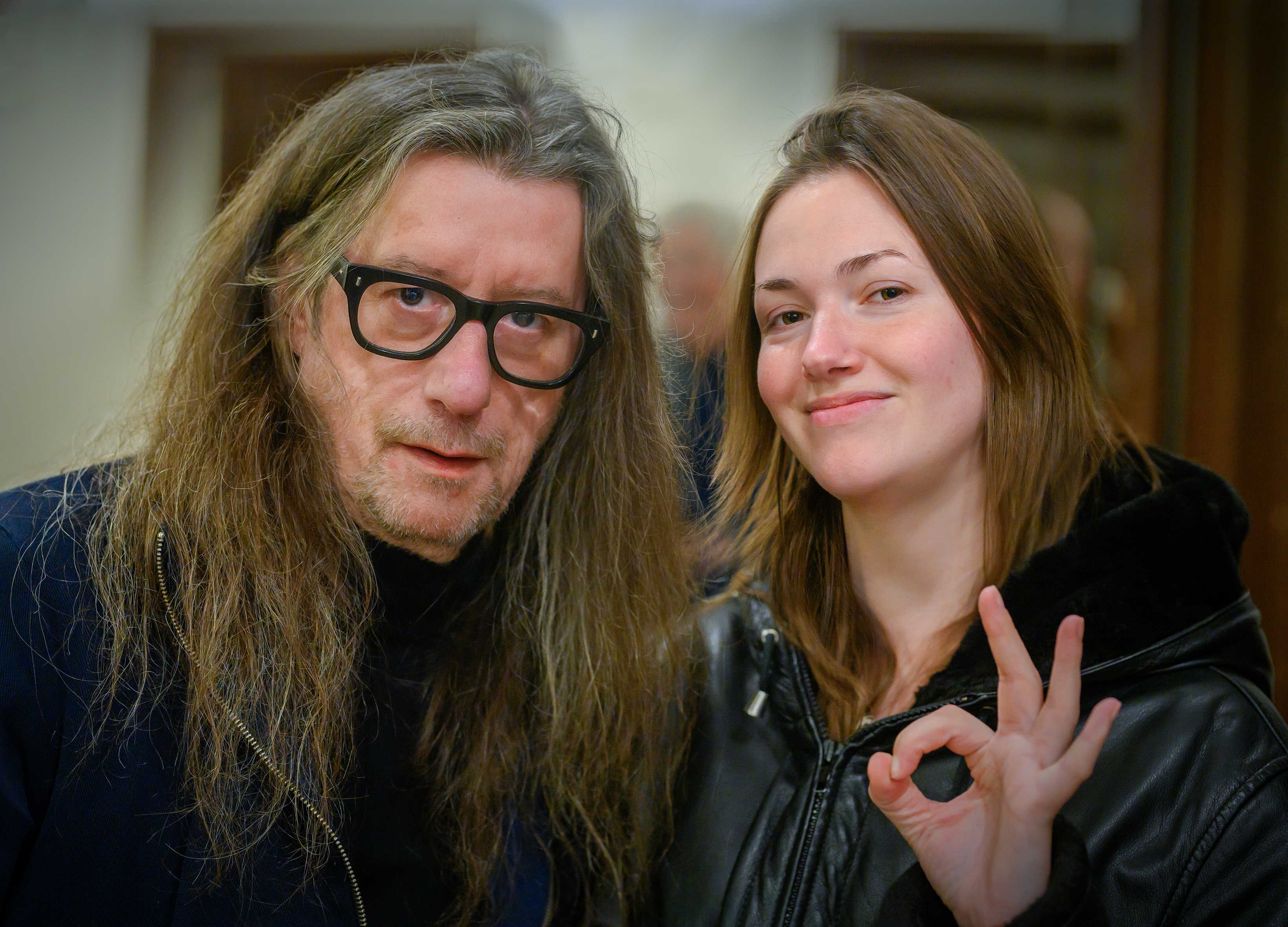
Herman Brusselmans en Lena (2023)

In maart 2016 ontmoette hij de bijna 34 jaar jongere Amsterdamse Lena, zijn derde levenspartner, met wie hij sinds september 2018 samenwoont in zijn loft in Gent, en met wie hij in februari 2023 een zoon kreeg.

## Boeken

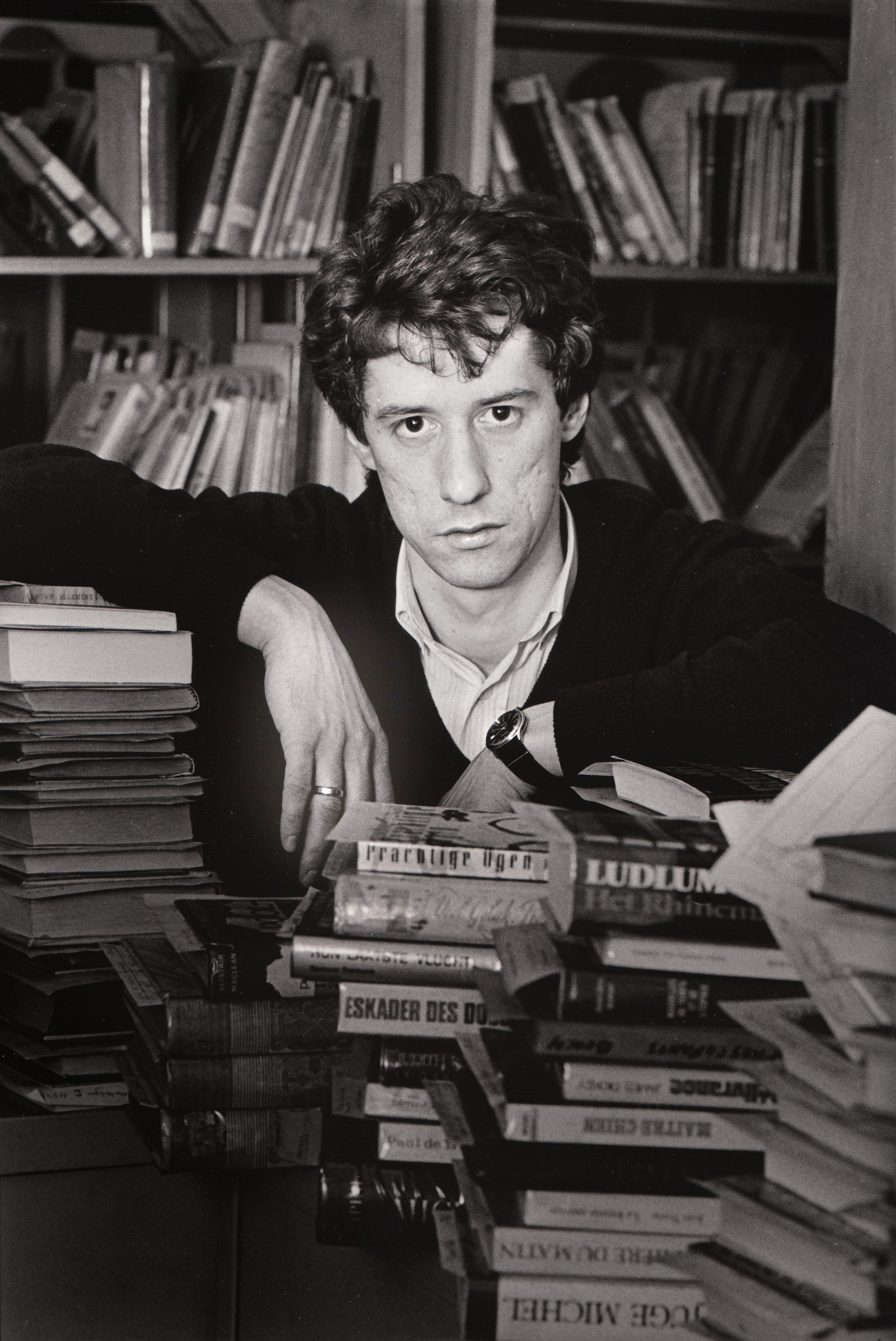
Herman Brusselmans, foto gemaakt voor het omslag van De man die werk vond (1985)

In 1982 debuteerde Brusselmans met de verhalenbundel Het zinneloze zeilen. In 1985 brak hij door met De man die werk vond, een roman waarin de zonderlinge bibliothecaris Louis Tinner zijn dagen slijt met drinken en fantaseren over het koffiemeisje. Het boek schetst met zijn neerslachtige ondertoon een goed beeld van Belgische bureaucratie en de jaren tachtig en wordt door velen beschouwd als zijn beste werk (in 1998 kwam er een vervolg met Nog drie keer slapen en ik word wakker, in 2010 een derde boek met Trager dan de snelheid, en in 2021 een vierde boek met Maanlicht van een andere planeet). Samen met Tom Lanoye en Kristien Hemmerechts vormde Brusselmans een nieuwe lichting in de Vlaamse literatuur. Zijn werk wordt gekenmerkt door een hoog autobiografisch gehalte met thema's zoals drank, seks, sigaretten en verveling. Ook schrijft hij vaak over de schoonheid en het algemene karakter van de vrouw. Hij verwijst vaak naar het leven op het Vlaamse platteland van de jaren zestig, de tijd en de omgeving van zijn jeugd. Zo verweeft hij in Het einde van mensen in 1967 (1999) vier korte verhalen in elkaar. In 2007/2008 schreef hij een trilogie - Muggepuut, De perfecte koppijn en Toos - over de bizarre schrijver Danny Muggepuut, befaamd worsteter (liefst staand), bierdrinker en nonsenskletser over de Tweede Wereldoorlog, bizarre seks, negers en andere minderheidsgroepen.

### Columns en tv

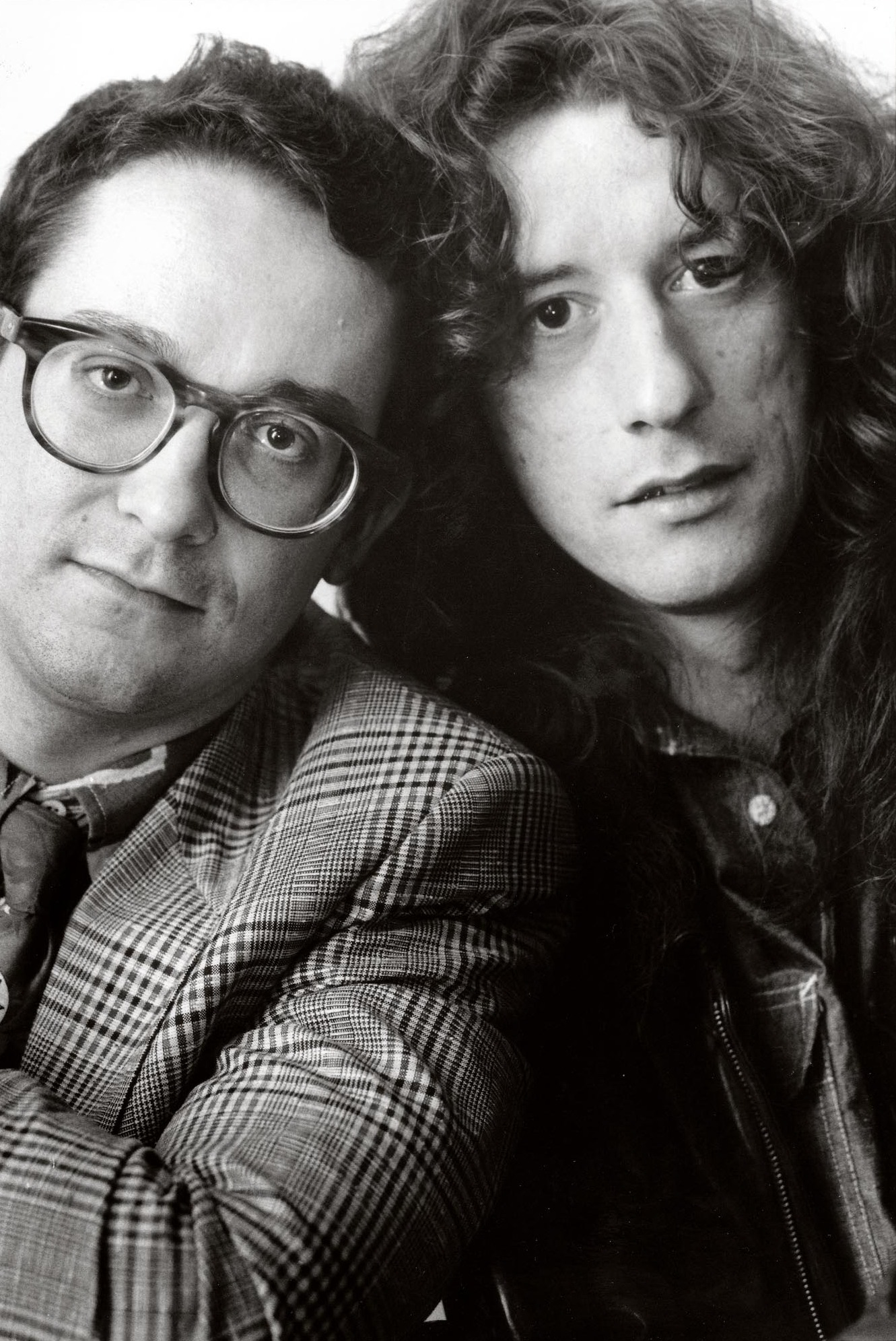
Tom Lanoye en Brusselmans (1989)

Naast romans schrijft Brusselmans ook columns en stukken voor televisie. Als columnist debuteerde hij in het satirische weekblad De Zwijger (1982-1984). Begin jaren 1990 kreeg hij een wekelijkse column in het weekblad HUMO (die hij midden jaren negentig heeft voorgedragen op de VPRO-radio onder de titel Val dood!) en later ook voor Het Laatste Nieuws en Gaia. Brusselmans dankt zijn bekendheid ook aan de televisie. In 1991 had hij een eigen rubriek in Het huis van wantrouwen, waar hij bekend werd met de uitspraken Doch dit alles terzijde en Bedankt voor u...wáándacht! In 2000 kreeg hij een typetje van imitator Chris Van den Durpel en sindsdien is hij vaak te zien in talkshows. Tussen 2005 en 2009 was hij een van de vaste gasten van Studio 1 op zondag met Frank Raes met scherpe humoristische analyses van voetballers (traptechniek én kapsel). In 2012 presenteerde hij samen met Luk Alloo het programma De Kleedkamer dat werd uitgezonden op Sporting Telenet. Sinds 2006 was hij een frequente gast bij het in 2020 gestopte Nederlandse televisieprogramma De Wereld Draait Door. Van 2013-2016 en vanaf 2018 is hij jurylid bij het spelprogramma De Slimste Mens ter Wereld.

### Overig
In 1994 bedacht Brusselmans het scheldwoord "Zandzeepsodemineraalwatersteenstralen", dat een tijd lang in de woordenboekedities Van Dale werd opgenomen. In 2007 is zijn roman Ex Drummer verfilmd als Ex Drummer door de Vlaamse regisseur Koen Mortier. De film werd door de meeste critici afgeprezen en de mening van het publiek was sterk gepolariseerd.
In 2009 koos hij zijn vijf favoriete eigen boeken: De man die werk vond (1985), Ex-minnaar (1993), De terugkeer van Bonanza (1995), De kus in de nacht (2002) en Mijn haar is lang (2009).

## Lof en kritiek
Zijn werk is vooral bij een jong publiek populair en hij groeide uit tot een van de best verkopende schrijvers van Vlaanderen.
Hij is anderzijds een van de meest verguisde Vlaamse schrijvers. Men heeft vooral kritiek op de eentonigheid van zijn oeuvre, de schuttingtaal en de platte seksueel getinte uitspraken. Veel boeken gaan over zijn leven als beroemd schrijver en bevatten gescheld op zijn omgeving en collega-schrijvers. Zo leverde een beledigende opmerking over modeontwerpster Ann Demeulemeester in zijn boek Uitgeverij Guggenheimer (1999) hem een rechtszaak op waardoor het boek enige tijd niet verkrijgbaar was.  
In 2017 leidde een denigrerende column over de Nederlandse zangeres Anouk tot polemiek. In een rechtstreekse confrontatie tijdens een aflevering van Van Gils & gasten, rond zijn zestigste verjaardag, applaudisseerde Brusselmans zedig bij een nummer van haar.
Op 6 augustus 2024 kondigden Joodse groepen en personen aan een rechtszaak te starten vanwege een column van Brusselmans in Humo waarin hij zou oproepen tot moord van Joden:

Ik zie een beeld van een huilend en schreeuwend Palestijns jongetje dat helemaal buiten zinnen om z’n onder het puin liggende moeder roept, en ik beeld me in dat dat jongetje m’n eigen zoontje Roman is, en de moeder m’n eigen vriendin Lena, en ik word zo woedend dat ik iedere Jood die ik tegenkom een puntig mes los door de keel wil rammen.
— Herman Brusselmans, Humo, 4 augustus 2024

Brusselmans en Humo weigerden afstand van de column te nemen. Drie dagen later werd de column toch offline gehaald door Humo. Collega-columnist Arnon Grunberg stapte vervolgens op bij Humo.
Op 11 maart 2025 werd Brusselmans vrijgesproken, gezien de rechtbank oordeelde dat de grenzen van het strafbare niet overschreden werden.

## Oeuvre

#### Romans
- 1984: Prachtige ogen
- 1985: De man die werk vond (Tinner 1)
- 1986: Heden ben ik nuchter
- 1987: Zijn er kanalen in Aalst?
- 1989: Dagboek van een vermoeide egoïst
- 1990: Vlucht voor mij
- 1991: Ex-schrijver (Plotseling gebeurde er niets 1)
- 1993: Ex-minnaar (Plotseling gebeurde er niets 2)
- 1994: Ex-drummer (Plotseling gebeurde er niets 3)
- 1994: Het oude nieuws van deze tijden
- 1995: De terugkeer van Bonanza (Guggenheimer 1)
- 1995: Vrouwen met een IQ
- 1996: Autobiografie van iemand anders
- 1996: Guggenheimer wast witter (Guggenheimer 2)
- 1997: Zul je mij altijd graag zien?
- 1997: Logica voor idioten
- 1998: Nog drie keer slapen en ik word wakker (Tinner 2)
- 1999: Het einde van mensen in 1967
- 1999: Uitgeverij Guggenheimer (Guggenheimer 3)
- 2000: Vergeef mij de liefde (Iedereen is uniek behalve ik 1)
- 2001: Pitface
- 2002: De kus in de nacht (Iedereen is uniek behalve ik 2)
- 2002: Mank
- 2003: De droogte
- 2004: Ik ben rijk en beroemd en ik heb nekpijn (Iedereen is uniek behalve ik 3)
- 2004: In de knoei
- 2005: Het spook van Toetegaai
- 2007: Muggepuut (Danny 1)
- 2007: De perfecte koppijn (Danny 2)
- 2008: Toos (Danny 3)
- 2008: Een dag in Gent
- 2009: Mijn haar is lang
- 2009: Kaloemmerkes in de zep
- 2010: Trager dan de snelheid (Tinner 3)
- 2011: Van drie tot zes
- 2011: De biografie van John Muts
- 2012: Watervrees tijdens een verdrinking
- 2012: Guggenheimer in de mode (Guggenheimer 4)
- 2013: Mogelijke memoires
- 2013: De qualastofont
- 2014: Poppy en Eddie (Poppy en Eddie 1)
- 2014: Zeik (Moord en andere onzin 1)
- 2014: Poppy en Eddie en Manon (Poppy en Eddie 2)
- 2015: Zeik en de moord op de poetsvrouw van Hugo Claus (Moord en andere onzin 2)
- 2016: Poppy en Eddie en Manon en Roy Harper (Poppy en Eddie 3)
- 2016: Zeik en het lijk op de dijk (Moord en andere onzin 3)
- 2016: De Fouten
- 2017: Guggenheimer koopt een neger (Guggenheimer 5)
- 2017: Hij schreef te weinig boeken
- 2018: Feest bij de familie Van de Velde
- 2018: Achter een struik
- 2019: Zo dom als Albert Einstein
- 2019: De Tafel
- 2020: Bloed spuwen naar de hematoloog
- 2020: Vertrouw mij, ik kom uit de veehandel
- 2021: Maanlicht van een andere planeet (Tinner 4)
- 2021: Geschiedenis van de moderne literatuur
- 2022: Theet 77
- 2023: Het huwelijk van Jan en Sofie

#### Novellen
- 1988: Iedere zondag sterven en doodgaan in de week
- 2006: De dollartekens in de ogen van Moeder Theresa
- 2007: Het team der wezen (Literaire Juweeltjes)
- 2007: Kwantum
- 2008: Over mijn vrouw (speciaal voor het tijdschrift Viva, ook uitgegeven als podcast)
- 2009: Stationsroman (samen met Joke van Leeuwen, Tom Naegels, Anne Provoost en Oscar van den Boogaard, n.a.v. de restauratie van het station Antwerpen-Centraal)
- 2014: Waarom België (geen) wereldkampioen wordt (samen met Gunther Schepens)
- 2016: Nul-Nul (Literaire Juweeltjes)
- 2025: De promotie

#### Verhalen
- 1982: Het zinneloze zeilen
- 1992: Het mooie kotsende meisje (columns, toneel, etc.)
- 1998: Bloemen op mijn graf (columns, gedichten, etc.)
- 2000: In onze barre prachtige tijden
- 2002: Patiënt HB
- 2022: Problemen die er geen zijn

#### Overige
- 1988: Een bos op zoek naar bomen (Stripboek in samenwerking met de Bond Beter Leefmilieu, tekeningen Erik Meynen.)
- 1988: De geschiedenis van de Vlaamse letterkunde
- 1989: De geschiedenis van de wereldliteratuur (columns)
- 1989: De Canadese muur (toneel, met Tom Lanoye)
- 1997: Meisjes hebben grotere borsten dan jongens (kinderpoëzie)
- 1997: Doch verder geen paniek (citaten, samengesteld door Gerd De Ley)
- 1997: Wie is Herman Brusselmans en waarom? (verjaardagbundel met stukken van anderen, samengesteld door Ed van Eeden)
- 2000: De koffer (stripboek, met Caryl Strzelecki)
- 2004: Heilige schrik (columns)
- 2007: Nog steeds geen paniek (citaten, samengesteld door Gerd de Ley)
- 2010: Vragen van liefde
- 2010: Wij en onze dieren (tekst bij fotoboek, Uitgeverij Voetnoot)
- 2012: Alles OK? Nee. (verjaardagbundel 30 jaar schrijverschap, samengesteld door Ed van Eeden)
- 2017: Majoor van het menselijk leed - leven, werk en imago van Herman Brusselmans (biografie van Rick Honings)
- 2023: Ex-roker

### Filmografie
- 1994: La vie sexuelle des Belges 1950-1978
- 1996: Camping Cosmos
- 2004: Het Geslacht De Pauw
- 2022: Echte Verhalen: de Buurtpolitie VIPS

#### Verfilmingen
- 2007: Ex Drummer

### Discografie
- 1997: Val dood! (radiocolumns)